# Чернушка триария
Чернушка триария (лат. Erebia triaria) — дневная бабочка из семейства бархатниц, вид рода Erebia.

## Ареал
Горный вид. Ареал включает: Албания, Андорра, Австрия, Швейцария, Франция, Италия, Испания, Португалия, Югославия.
В Пиренеях и Альпах вид встречается на высотах от 400 до 2500 м н.у.м., преимущественно на высотах 1500-1700 м н.у.м. Обитает на травянистых склонах гор. Редкий и локальный вид.

## Биология
Время лёта: с апреля по конец июня. Кормовые растения гусениц: Festuca ovina, Poa pratensis, Poa alpina и Stipa pennata.